# Бахерахт, Василий Романович
Василий Романович Бахерахт (1 (13) апреля 1851 — 5 (18) октября 1916, Берн) — российский дипломат, посол Российской империи в Швейцарии (1906—1916).

## Происхождение
Василий Бахерахт происходил из рода выходцев из Голландии, которые переселились в Россию в 1636 году. Его отец, Роман Иванович (1797—1884), также был дипломатом, служил консулом в Гамбурге, генеральным консулом в Генуе. До 1849 года был женат на будущей писательнице Терезе фон Струве. Вскоре после развода с ней женился на Антуанетте, также урождённой Струве.

## Ранняя карьера
Родился в 1851 году в лютеранской семье и при рождении получил имя Вильгельм Александр Карл Роберт. Воспитывался он вне России. В 1871 году поступил на дипломатическую службу в миссию в Берне. В 1874 году перешёл из лютеранства в православие, приняв имя Василий. До 1875 года был вторым секретарём миссии в Берне; после служил в российских дипломатических представительствах в Мюнхене, Брюсселе, Лиссабоне, Берлине и снова в Берне.

## Служба в Марокко
В 1897 году В. Р. Бахерахт стал первым российским дипломатическим представителем в Марокко, в ранге министра-резидента. В 1906 году он представлял Россию на Альхесирасской конференции по Марокко, созванной для разрешения международных противоречий по вопросам сфер влияния в этой стране. За успешное исполнение своих обязанностей на конференции Бахерахт был удостоен Высочайшей благодарности.

## Посол в Швейцарии
В 1906 году Бахерахт был назначен чрезвычайным посланником Российской империи в Швейцарии. Был дуайеном дипломатического корпуса в Швейцарии.
Скончался 5 октября 1916 года в Берне от кровоизлияния мозга. Похоронен в Веве на кладбище Сен-Мартен.